# Cantón de Saint-Nicolas-du-Pélem
El cantón de Saint-Nicolas-du-Pélem era una división administrativa francesa, que estaba situada en el departamento de Costas de Armor y la región de Bretaña.

## Composición
El cantón estaba formado por ocho comunas:
- Canihuel
- Kerpert
- Lanrivain
- Peumerit-Quintin
- Saint-Connan
- Sainte-Tréphine
- Saint-Gilles-Pligeaux
- Saint-Nicolas-du-Pélem

## Supresión del cantón de Saint-Nicolas-du-Pélem
En aplicación del Decreto n.º 2014-150 de 13 de febrero de 2014, el cantón de Saint-Nicolas-du-Pélem fue suprimido el 22 de marzo de 2015 y sus 8 comunas pasaron a formar parte; siete del nuevo cantón de Rostrenen y una del nuevo cantón de Callac.